# Gilles Garcin
Pour les articles homonymes, voir Garcin.
Gilles Garcin (Aix-en-Provence, 1647–1702) est un peintre français. Il a essentiellement travaillé pour le prieur Viany de l'église Saint-Jean-de-Malte dont il a réalisé plusieurs toiles destinées à des retables. On trouve toujours dans cette église trois de ses œuvres, toutes commandées en 1690 :
- Le Christ apparaissant à sainte Madeleine au jardin,
- Le Miracle de saint Blaise,
- Notre-Dame de Bon-Repos.

Si la première de ces œuvres était destiné au retable du bras sud du transept de l'église, les deux suivantes furent placées sur un autel, celui de la chapelle des Viany et celui de la chapelle des porteurs de livrée.
Il réalise aussi d'autres œuvres pour d'autres édifices religieux d'Aix, comme La Vierge et saint Jean, pour la cathédrale Saint-Sauveur.
À l'instar de plusieurs peintres provençaux et notamment d'Aix, Gilles Garcin visite Rome (Italie) avec l'aide d'un mécène. Sa présence y est attestée en 1664, tout comme celle de Nicolas Pinson la même année, ou de Reynaud Levieux deux ans plus tôt. Outre Aix et Rome, il travaille également à Apt, Rians et Toulon.

## Œuvres dans les musées
- L’Annonciation, hôtel d'Agar (Cavaillon).
- Pomone, Musée des Beaux-Arts, Marseille.[5]
- Bacchus, Musée des Beaux-Arts de Marseille